# L'Alliance des conseillers
 (mars 2023).
 (mai 2021).
La mise en forme du texte ne suit pas les recommandations de Wikipédia : il faut le « wikifier ».
Les points d'amélioration suivants sont les cas les plus fréquents :
- Les titres sont pré-formatés par le logiciel. Ils ne sont ni en capitales, ni en gras.
- Le texte ne doit pas être écrit en capitales (les noms de famille non plus), ni en gras, ni en italique, ni en « petit »…
- Le gras n'est utilisé que pour surligner le titre de l'article dans l'introduction, une seule fois.
- L'italique est rarement utilisé : mots en langue étrangère, titres d'œuvres, noms de bateaux, etc.
- Les citations ne sont pas en italique mais en corps de texte normal. Elles sont entourées par des guillemets français : « et ».
- Les listes à puces sont à éviter, des paragraphes rédigés étant largement préférés. Les tableaux sont à réserver à la présentation de données structurées (résultats, etc.).
- Les appels de note de bas de page (petits chiffres en exposant, introduits par l'outil «  Source ») sont à placer entre la fin de phrase et le point final[comme ça].
- Les liens internes (vers d'autres articles de Wikipédia) sont à choisir avec parcimonie. Créez des liens vers des articles approfondissant le sujet. Les termes génériques sans rapport avec le sujet sont à éviter, ainsi que les répétitions de liens vers un même terme.
- Les liens externes sont à placer uniquement dans une section « Liens externes », à la fin de l'article. Ces liens sont à choisir avec parcimonie suivant les règles définies. Si un lien sert de source à l'article, son insertion dans le texte est à faire par les notes de bas de page.
- La présentation des références doit suivre les conventions bibliographiques. Il est recommandé d'utiliser les modèles {{Ouvrage}}, {{Chapitre}}, {{Article}}, {{Lien web}} et/ou {{Bibliographie}}. Le mode d'édition visuel peut mettre en forme automatiquement les références.
- Insérer une infobox (cadre d'informations à droite) n'est pas obligatoire pour parachever la mise en page.

Pour une aide détaillée, merci de consulter Aide:Wikification.
Si vous pensez que ces points ont été résolus, vous pouvez retirer ce bandeau et améliorer la mise en forme d'un autre article.
 (mai 2021).
L'Alliance des conseillers est une série chinoise en deux parties de 2017 réalisée par Zhang Yongxin (张永新).Son titre chinois est 大军师司马懿 (simplifié) ou 大軍師司馬懿 (traditionnel), ce qui peut se traduire par « Le grand conseiller militaire Sima Yi ».
- La première partie s'intitule : "L'alliance des conseillers" (军师联盟/軍師聯盟).
- La seconde partie s'intitule : "Tigre rugissant, dragon hurlant" (虎啸龙吟/虎嘯龍吟).

Le choix des acteurs, l'ancrage de la fiction dans les sources historiques et littéraires chinoises, les techniques cinématographiques et la musique en font une série de qualité.
Visible sur Youtube et sur Viki,.

## Résumé
Cette série est une fiction historique inspirée de l'histoire de Sima Yi (司马懿/司馬懿), stratège et conseiller de Cao Pi (曹丕), le fils de Cao Cao (曹操), seigneur de la guerre de l'époque des Trois Royaumes (fin des Han postérieurs). A la fin du IIe siècle après J.-C., Sima Yi aide Cao Pi à conquérir le trône impérial.

### Partie 1

#### Épisode 1: La ligue des seigneurs de guerre
Nous sommes à Xu Du, capitale de l'empire. L'empereur est un souverain fantoche, le pouvoir est entre les mains de Cao Cao, homme intelligent, cruel et paranoïaque. Il a la fonction de Sikong (司空), ministre des travaux. 
Un ensemble de ministres âgés et de conseillers trament l'élimination de Cao Cao pour restaurer l'autorité de l'empereur Han.
Au début de cet épisode, le fils de Sima Yi et de Zhang Chunhua naît après un accouchement éprouvant grâce au médecin Hua Tuo.
Après cette naissance, le médecin est convoqué auprès de Cao Cao pour le soulager de graves maux de têtes. Il lui propose une procédure médicale qui suscite la méfiance de Cao Cao qui a peur pour sa vie. Hua Tuo est arrêté, une enquête est lancée. 
Hua Tuo est exécuté sur ordre de Cao Cao sans qu'il soit possible d'établir avec certitude son implication dans un quelconque complot.
Cao Cao convoque une compétition de talents pour attirer des hommes talentueux à la cour et recruter des conseillers afin de l'aider dans ses expéditions guerrières à venir et dans l'administration du royaume. Cette compétition a pour nom : Sélection du premier du mois ou Yuedan Ping (月旦评/月旦評). Historiquement, cela correspond à des séances de critique des talents artistiques qui avaient lieu chaque premier jour du mois et étaient organisés par Xu Shao (许邵/許邵).
A l'occasion du Yuedan Ping, Sima Yi se fait remarquer pour rattraper une erreur de son frère, puis les conjurés en profitent pour lancer leur tentative de coup d’État contre Cao Cao. La première phase de cette insurrection échoue.

### Cast

#### Partie 1: Le Conseiller Sima Yi: l'Alliance des conseillers
- Wu Xiubo joue Sima Yi
- Liu Tao joue Zhang Chunhua
- Li Chen joue Cao Pi
- Yu Hewei joue Cao Cao